# Danielle Nierenberg
Danielle J. Nierenberg és una activista, escriptora i periodista nord-americana.
El 2013, Nierenberg va cofundar Food Tank: The Think Tank For Food i actualment n'és la presidenta. Va fundar Nourishing the Planet mentre treballava al Worldwatch Institute.
Nierenberg ha estat escriptora i participat en l'escriptura de diversos informes i llibres, i ha escrit per a moltes publicacions. És la guanyadora del premi Julia Child 2020, que celebra els líders que estan impactant el món a través dels aliments. També va rebre el 2022 Food Policy Changemaker Award de The Hunter College NYC Food Policy Center per fer avenços significatius per crear entorns alimentaris més saludables i sostenibles i utilitzar els aliments per promoure el desenvolupament econòmic i comunitari.
Nierenberg també és un dels Scholars in Residence 2022 de NYU Steinhardt, un programa que dona la benvinguda a acadèmics, artistes, defensors i altres líders de pensament distingits a la nostra comunitat per compartir la seva experiència.